# Pont Serme
Der Pont Serme oder Pons Selinus, später auch Pons Septimus genannt, war eine Römerbrücke der Via Domitia im heutigen Département Aude in Südfrankreich. Der Viadukt überquerte das Marschland des Orb zwischen den Städten Béziers und Narbonne. Er übertraf mit einer Länge von ungefähr 1500 m sogar die Trajansbrücke über die Donau. Von der Bausubstanz sind heute kaum noch Spuren im Gelände nachweisbar.
Die Brücke war etwa 10,5 Kilometer und damit sieben römische Meilen von Narbonne entfernt. Möglicherweise leitet sich davon ihr Name ab: „septimus“ ist das lateinische Wort für „der Siebte“.